# Józef Rymwid-Mickiewicz

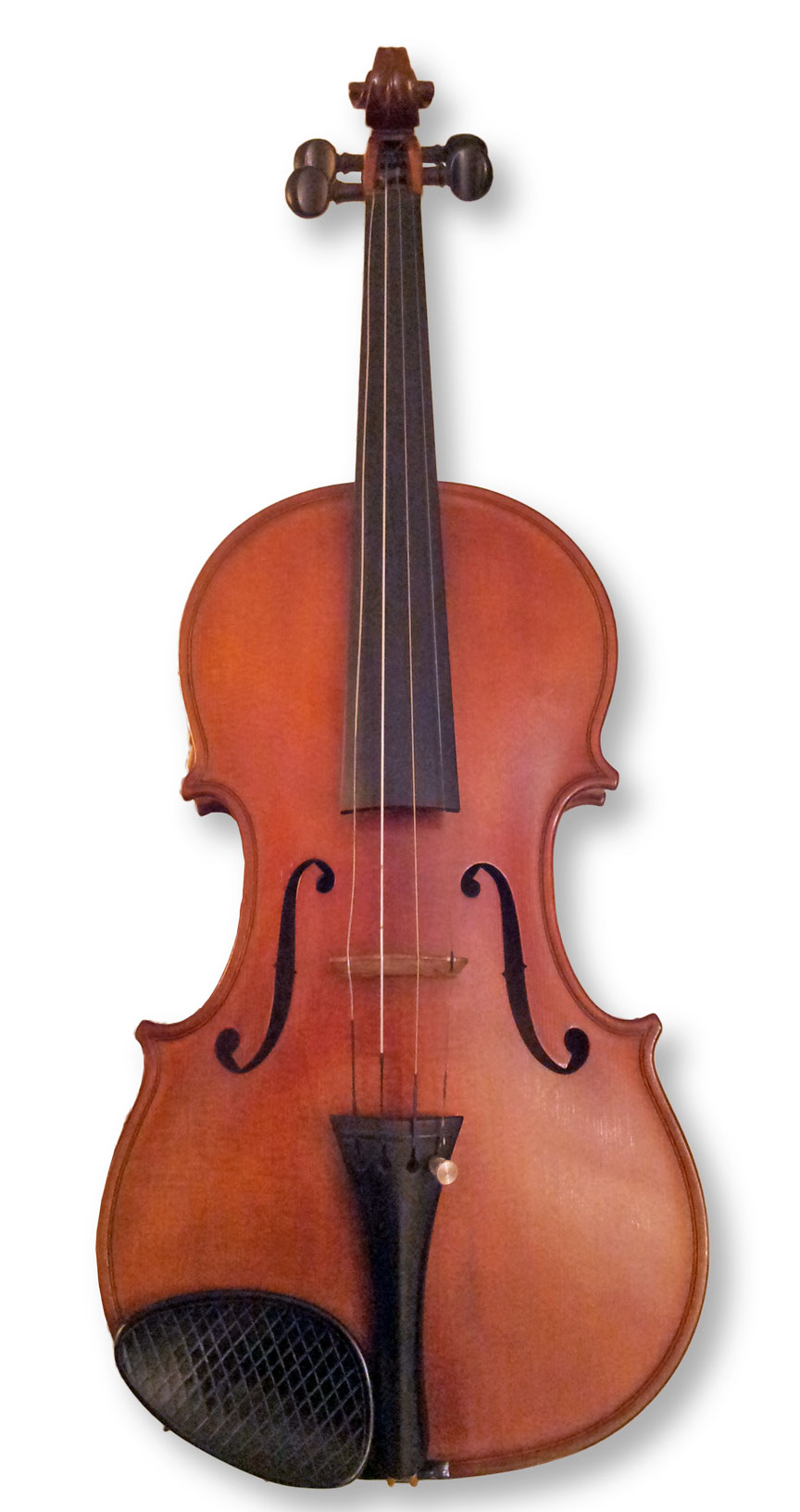
Skrzypce wykonane przez Józefa Rymwid-Mickiewicza

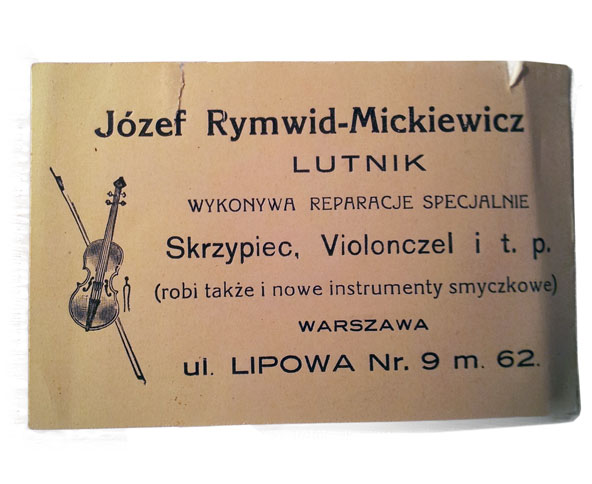
Wizytówka Józefa Rymwid-Mickiewicza

Józef Rymwid-Mickiewicz (ur. 1869 w Witebsku, zm. 1940 w Warszawie) – polski lutnik.
Był uczniem Włodzimierza Wasyla Iwanowa w Petersburgu, pracował następnie pod kierunkiem konserwatora petersburskiego konserwatorium Ernesta Geissera. Od 1897 prowadził własną pracownię w Odessie, od 1919 w Warszawie. Budował skrzypce m.in. według modelu Stradivariusa, stworzył również własny model, pokrywany żółtawym lub czerwono-żółtym lakierem, o donośnym dźwięku. Wyrabiał także smyczki.
Otrzymał dyplom honorowy na wystawie światowej w Antwerpii w 1894, swoje skrzypce prezentował także na wystawie nowojorskiej w 1939. Jedne ze skrzypiec Rymwida-Mickiewicza znajdują się w zbiorach Muzeum Instrumentów Muzycznych w Poznaniu.